# Hugo Leiva
Hugo Leiva (Bella Vista, 29 de octubre de 1949) es un chamamecero oriundo de Colonia 3 de Abril, Bella Vista (Corrientes), sintiendo que tenía que ser músico desde muy pequeño. "Desde muy chico quería tocar el bandoneón
pero no tenía posibilidades de comprarlo, entonces fabriqué un improvisado fuelle de cartón con el que soñaba ser bandoneonista", recordaba Hugo. Y su sueño se hizo realidad ya que no solo pudo aprender a ejecutar ese maravilloso instrumento sino que se convirtió en un bandoneonista de gran jerarquía.          

## Trayectoria
En el campo profesional comenzó a incursionar a los 16 años integrando el conjunto de Pedrito Montenegro y luego con los Hermanos Vallejos, hasta que fue convocado por el famoso dúo "Cáceres-Verón" en el año 1966.
Con ellos recorrió escenarios de toda la región hasta que formó su agrupación propia con el nombre de "Hugo Leiva y su Conjunto".
En la década del 80 conoció al famosísimo dúo "Rosendo y Ofelia" con quienes decidió participar en forma estable durante dos años, período donde el dúo tomó un envión importante en su trayectoria.
Así, Hugo Leiva recorrió los escenarios más importantes del país y países limítrofes como Brasil (Três Lagoas, Foz do Iguaçu, Campo Grande) y Paraguay. Grabó un trabajo discográfico que tuvo gran éxito junto a estos grandes.
Luego retomó nuevamente la iniciativa propia hasta que se cruzó con el gran guitarrista Antonio Niz y formaron juntos el conjunto "Hugo Leiva-Antonio Niz" con quien realizó un álbum discográfico de notable repercusión.
Pasado un tiempo volvió nuevamente a la senda del grupo propio y contó con la compañía de destacados músicos como los cantantes Ricardo Ávalos, Julio Centurión, Omar Rojas, Juan Carlos Galarza y el guitarrista Eduardo Alegre, entre otros, quienes se presentaron en importantes escenarios de festivales como "Festival de Festivales"; el "Festival Nacional del Chamamé"; el "Festival Provincial del Chamamé" en Mburucuyá; la "Fiesta Nacional de la naranja"; "Expo Rural" de Virasoro 2000, entre muchos otros eventos importantes.
Cabe destacar que Hugo Leiva colaboró en sendas grabaciones para otros artistas de renombre como Mario Boffil, y Roberto Galarza.

## Hugo Leiva y la Nueva Estirpe
Esta es la denominación actual del grupo desde que se inició la formación con su hijo Marcelo Leiva hace casi diez años, lográndose desde entonces una línea musical renovada, que poco a poco fue llegando al corazón de sus otros dos hijos menores. 
- Marcelo Leiva es nacido en la capital correntina hace 30 años y viene acompañando a su padre desde los 19 años. Es la primera voz y guitarra del grupo. Además es autor y compositor de varios temas propios y otros compartidos con su padre.

- Eduardo Leiva es la segunda incorporación familiar del grupo, con 20 años de edad, nacido en Corrientes Capital. Tiene a su cargo la ejecución del bajo eléctrico. Es una joven promesa que viene a sumar sonoridad y fuerza al grupo.

- Gerardo Leiva otro de sus hijos, segunda voz y recitados y la más reciente incorporación, quien junto a Eduardo cursa la carrera de profesor en el Instituto Superior de Música, de Corrientes.

## “Recorriendo ilusiones”
Este es nombre del primer trabajo digital, ya que los catorce trabajos anteriores se realizaron sobre acetato.  Fue editado íntegramente en la ciudad de Corrientes y con recursos independientes.
Esta placa se caracteriza por tener una interesante variedad de temas tradicionales y composiciones propias del grupo, desde muy rítmicos hasta los más cadenciosos.
El trabajo fue grabado entre los meses de septiembre y octubre de 2000 en los Estudios del Dr. Mario Ramadán y cuenta con un total de 16 temas de los cuales 7 son de autoría del grupo.
Esta fue producción independiente, hecha totalmente a pulmón y mediante un gran esfuerzo personal de Hugo Leiva y su hijo, Marcelo, quien además tiene a su cargo el arte gráfico.
El disco mantiene un estilo renovado y cuenta con innovaciones inéditas que se pueden apreciar en temas cantados como "Enero", y "El Islerito".
Por otra parte se cuenta con composiciones instrumentales que llevan el nombre de "Al Ogháraya", "Brisa de amanecer", "Crepúsculo guaraní", "Sones de mi raza" y "Chámame en Si bemol".
La principal característica del trabajo es que lleva un hilo conductor expresado en la temática de la nostalgia en temas como "Camino del correntino", "Ahjá potama", "Regresando en un chamamé" "Camino del arenal", y sobre todo se apunta a la esperanza, a las expectativas de vida, como se reflejan en "Recorriendo ilusiones", "Brisas de amanecer", y "Sones de mi raza". También se encuentran temas clásicos de autores consagrados como Isaco Abitbol: "Siete higueras", "La zurda", "La mula", y "La serruchada".

## “Reflejo del alma”
Es su segundo trabajo presentado en disco compacto y cuenta de los siguientes temas:
"Paraje 89", "Para ti Ermelinda", "El Indio Lugo", "Reflejo del alma" (vals cantado de Hugo y Marcelo Leiva), "La suerte", "Ven", "Y de yapa otro chamamé", "Canto de Esperanza", "Las comadres", "A Goyo Cáceres", "La trenza", "Con la mano del corazón", "Para ti Mari" y un Bonus Track: "El campo de la ternura".

## “Corazón de sol”
Es su tercer CD, en el que se suman, sus otros dos hijos, Eduardo Javier, en bajo y Cristian Generando Leiva en teclados, canto y recitado.
Los temas que incluye son:
"Corazón de Sol", "Remanso del Paraná", "Zapateando el chamamé", "Viniendo de madrugada", "Ahí va al tanguito el Juan", "Bien alegre", "Don Juan Antonio Romero", "Aromas de Chamamé", "Chesy Poraitepé", "Don Paco", "El último cachapé", "El gaucho Quero", "Amor ardiente", "El carretel".